# Thure Nordenskiöld
Thure Gustaf Axelsson Nordenskiöld, född 20 oktober 1873 i Öjaby socken, död 11 augusti 1946 i Malmö, var en svensk skolledare.
Nordenskiöld var son till majoren Axel Thure Nordenskiöld. Han avlade mogenhetsexamen i Växjö 1892 och blev filosofie kandidat vid Lunds universitet 1899. Efter att något år ha tjänstgjord som lärare vid Malmö högre allmänna läroverk grundade Nordenskiöld 1901 en privat handelsskola i staden. Han deltog sedan i bildandet av Malmö högre handelsinstitut 1904, och blev skolans rektor. Efter skolans ombildning till handelsgymnasium 1913 förordnades han till lärare och rektor, i vilka befattningar han kvarstod till 1939. Han tjänstgjorde även som lärare vid Malmö navigationsskola och var inspektor vid Malmö lärlings- och yrkesskolor 1922–1939. Nordenskiöld utgav bland annat diktsamlingarna Dikt och bikt (1921), och Dröm och reflexion (1925) samt historiken Malmö handelsgymnasium 1904–1929 (1929). Han är begravd på Sankt Pauli södra kyrkogård i Malmö.